# Luis Puenzo
Luis Puenzo (Buenos Aires, 19 febbraio 1946) è un regista cinematografico, sceneggiatore e produttore cinematografico argentino.

## Biografia
Ha conosciuto la celebrità nel 1985 grazie a La storia ufficiale (La historia oficial), lungometraggio sul dramma dei cittadini argentini dopo la caduta del regime militare; film che gli ha valso numerosi premi in tutto il mondo, compreso l'Oscar al miglior film straniero.
Spostatosi a lavorare negli Stati Uniti non ha avuto lusinghieri riscontri né con il western crepuscolare Old gringo (1989) con Gregory Peck e Jane Fonda, né con l'adattamento de La peste (1992) di Camus, con William Hurt.
Il suo ultimo film è La puta y la ballena del 2004.

## Filmografia
- Luces de mis zapatos (1973)
- Las sorpresas (1975)
- La storia ufficiale (1985)
- Old Gringo (1989)
- La Peste (1992)
- La puta y la ballena (2004)